# Morti nel 2021/Dicembre
| Questa pagina contiene informazioni ricavate automaticamente dalle voci biografiche con l'ausilio del template Bio e di un bot. L'aggiornamento è periodico e automatico e ricostruisce completamente la pagina. Se manca una persona in questa lista, sei pregato di non aggiungerla, ma accertati piuttosto che la sua voce biografica contenga il template Bio e che i dati anagrafici siano correttamente compilati. Se il template Bio manca, inseriscilo tu stesso o, in alternativa, metti l'avviso {{tmp\|Bio}} che ne segnala la mancanza. Se i dati riportati sono sbagliati, correggi direttamente la voce biografica; le modifiche saranno visibili in questa lista entro pochi giorni. Per chiarimenti vedi il progetto biografie. La lista contiene solo le 207 persone che sono citate nell'enciclopedia e per le quali è stato implementato correttamente il template Bio. Pagina aggiornata al 18 lug 2025. |

- 1º dicembre - Alvin Lucier, compositore statunitense (n. 1931)
- 1º dicembre - Keiko Nobumoto, sceneggiatrice giapponese (n. 1964)
- 1º dicembre - Raimundo Revoredo Ruiz, vescovo cattolico peruviano (n. 1927)
- 2 dicembre - Luciano Caglioti, chimico italiano (n. 1933)
- 2 dicembre - Giuseppe Chiaretti, arcivescovo cattolico italiano (n. 1933)
- 2 dicembre - Richard Cole, imprenditore britannico (n. 1946)
- 2 dicembre - Jozef Dupré, politico belga (n. 1928)
- 2 dicembre - Darlene Hard, tennista statunitense (n. 1936)
- 2 dicembre - Michael Laucke, chitarrista canadese (n. 1947)
- 2 dicembre - Alex Orban, schermidore statunitense (n. 1939)
- 2 dicembre - Antony Sher, attore e scrittore sudafricano (n. 1949)
- 2 dicembre - Lawrence Weiner, artista statunitense (n. 1942)
- 3 dicembre - Doug Bolstorff, cestista statunitense (n. 1931)
- 3 dicembre - Lamine Diack, dirigente sportivo e lunghista senegalese (n. 1933)
- 3 dicembre - Horst Eckel, calciatore tedesco (n. 1932)
- 3 dicembre - Fortune FitzRoy, duchessa di Grafton, nobildonna inglese (n. 1920)
- 3 dicembre - Claude Humphrey, giocatore di football americano statunitense (n. 1944)
- 3 dicembre - Arie Ribbens, cantante olandese (n. 1937)
- 3 dicembre - Alfonso Vallejo, drammaturgo, neurologo e pittore spagnolo (n. 1943)
- 3 dicembre - Momčilo Vukotić, allenatore di calcio e calciatore jugoslavo (n. 1950)
- 3 dicembre - Jōji Yanami, doppiatore giapponese (n. 1931)
- 4 dicembre - Piero Baldini, attore, regista e doppiatore italiano (n. 1939)
- 4 dicembre - Martha De Laurentiis, produttrice cinematografica statunitense (n. 1954)
- 4 dicembre - Gertraud Jesserer, attrice austriaca (n. 1943)
- 4 dicembre - Jiménez, calciatore spagnolo (n. 1941)
- 4 dicembre - Paul Lannoye, politico belga (n. 1939)
- 5 dicembre - Bob Dole, politico, militare e avvocato statunitense (n. 1923)
- 5 dicembre - Stevan Jelovac, cestista serbo (n. 1989)
- 5 dicembre - Giovanni Meazzo, ciclista su strada italiano (n. 1928)
- 5 dicembre - John Miles, cantante, chitarrista e tastierista inglese (n. 1949)
- 5 dicembre - Enzo Restuccia, batterista italiano (n. 1941)
- 5 dicembre - Michel Rouche, storico francese (n. 1934)
- 5 dicembre - Toni Santagata, cantautore, cabarettista e conduttore radiofonico italiano (n. 1935)
- 5 dicembre - Jacques Tits, matematico francese (n. 1930)
- 5 dicembre - Renato Turano, politico italiano (n. 1942)
- 5 dicembre - Demetrio Volcic, giornalista e politico italiano (n. 1931)
- 6 dicembre - Chris Achilleos, pittore e illustratore cipriota (n. 1947)
- 6 dicembre - Claudio Bertieri, critico cinematografico e pubblicitario italiano (n. 1925)
- 6 dicembre - Klaus von Beyme, politologo e saggista tedesco (n. 1934)
- 6 dicembre - Glenn Foster, giocatore di football americano statunitense (n. 1990)
- 6 dicembre - Aurelio Galfetti, architetto svizzero (n. 1936)
- 6 dicembre - Ėmma Gapčenko, arciera sovietica (n. 1938)
- 6 dicembre - Geoff Harcourt, economista australiano (n. 1931)
- 6 dicembre - Herb Jones, cestista statunitense (n. 1970)
- 6 dicembre - Eugenio Minasso, politico italiano (n. 1959)
- 6 dicembre - Aldo Rebecchi, politico italiano (n. 1946)
- 6 dicembre - Masayuki Uemura, autore di videogiochi, ingegnere e dirigente d'azienda giapponese (n. 1943)
- 6 dicembre - Kåre Willoch, politico norvegese (n. 1928)
- 7 dicembre - Mustafa Ben Halim, politico libico (n. 1921)
- 7 dicembre - Greg Tate, scrittore, musicista e produttore discografico statunitense (n. 1957)
- 8 dicembre - Lars Høgh, calciatore, dirigente sportivo e allenatore di calcio danese (n. 1959)
- 8 dicembre - Blackjack Lanza, wrestler statunitense (n. 1935)
- 8 dicembre - Alfredo Moreno, calciatore argentino (n. 1980)
- 8 dicembre - Larry Sellers, attore e stuntman statunitense (n. 1949)
- 8 dicembre - Andrzej Zieliński, velocista polacco (n. 1936)
- 8 dicembre - Jacques Zimako, calciatore francese (n. 1951)
- 9 dicembre - Julie Brougham, cavallerizza neozelandese (n. 1954)
- 9 dicembre - Giosuè Ligios, politico italiano (n. 1928)
- 9 dicembre - Otar Patsatsia, politico, ingegnere e dirigente d'azienda georgiano (n. 1929)
- 9 dicembre - Demaryius Thomas, giocatore di football americano statunitense (n. 1987)
- 9 dicembre - Al Unser, pilota automobilistico statunitense (n. 1939)
- 9 dicembre - Lina Wertmüller, regista, sceneggiatrice e scrittrice italiana (n. 1928)
- 9 dicembre - Cara Williams, attrice statunitense (n. 1925)
- 9 dicembre - Maryse Wolinski, giornalista e scrittrice francese (n. 1943)
- 10 dicembre - Maurizio Monti, paroliere e cantautore italiano (n. 1941)
- 10 dicembre - Michael Nesmith, cantautore e produttore cinematografico statunitense (n. 1942)
- 10 dicembre - Joachim Schmiedl, presbitero e teologo tedesco (n. 1958)
- 11 dicembre - Ed Gayda, cestista statunitense (n. 1927)
- 11 dicembre - Giovanni Giuga, poeta e scrittore italiano (n. 1942)
- 11 dicembre - Jack Hedley, attore inglese (n. 1929)
- 11 dicembre - Hiroshi Hirata, fumettista giapponese (n. 1937)
- 11 dicembre - Vera Kistiakowsky, fisica e attivista statunitense (n. 1928)
- 11 dicembre - Anne Rice, scrittrice statunitense (n. 1941)
- 11 dicembre - Galina Samsova, ballerina e direttrice teatrale russa (n. 1937)
- 11 dicembre - Manuel Santana, tennista spagnolo (n. 1938)
- 12 dicembre - Vicente Fernández, cantante, attore e produttore cinematografico messicano (n. 1940)
- 12 dicembre - Luis Kadijevic, calciatore argentino
- 12 dicembre - Jimmy Rave, wrestler statunitense (n. 1982)
- 12 dicembre - Jurij Šarov, schermidore sovietico (n. 1939)
- 13 dicembre - Falco Accame, ammiraglio e politico italiano (n. 1925)
- 13 dicembre - Giannalberto Bendazzi, storico del cinema e giornalista italiano (n. 1946)
- 13 dicembre - Verónica Forqué, attrice spagnola (n. 1955)
- 13 dicembre - Teuvo Kohonen, informatico finlandese (n. 1934)
- 13 dicembre - Charles R. Morris, avvocato, banchiere e scrittore statunitense (n. 1939)
- 13 dicembre - Sergej Aleksandrovič Solov'ëv, regista e sceneggiatore russo (n. 1944)
- 14 dicembre - Muamer Abdulrab, calciatore qatariota (n. 1982)
- 14 dicembre - Riccardo Ehrman, giornalista italiano (n. 1929)
- 14 dicembre - Ken Kragen, produttore televisivo e autore televisivo statunitense (n. 1936)
- 14 dicembre - Henry Orenstein, giocatore di poker, imprenditore e inventore polacco (n. 1923)
- 14 dicembre - Jimmy Robson, calciatore inglese (n. 1939)
- 14 dicembre - André Souvré, cestista francese (n. 1939)
- 14 dicembre - James Wharram, ingegnere inglese (n. 1928)
- 15 dicembre - Ernst Fivian, ginnasta svizzero (n. 1931)
- 15 dicembre - Kim Yong-ju, politico nordcoreano (n. 1920)
- 15 dicembre - Hans Küppers, calciatore tedesco (n. 1938)
- 15 dicembre - José Luis Ponce Alcázar, calciatore spagnolo (n. 1942)
- 15 dicembre - Marilee Stepan, nuotatrice statunitense (n. 1935)
- 15 dicembre - Adela Turin, scrittrice e editrice italiana (n. 1939)
- 15 dicembre - Bell hooks, scrittrice e attivista statunitense (n. 1952)
- 15 dicembre - Jo Helen White, cestista e allenatrice di pallacanestro statunitense (n. 1934)
- 15 dicembre - Fayez al-Tarawneh, politico giordano (n. 1949)
- 16 dicembre - Yves Dreyfus, schermidore francese (n. 1931)
- 16 dicembre - George Gekas, politico statunitense (n. 1930)
- 17 dicembre - Eve Babitz, scrittrice statunitense (n. 1943)
- 17 dicembre - José Pablo Feinmann, scrittore argentino (n. 1943)
- 17 dicembre - Vicente Feliú, cantautore cubano (n. 1947)
- 17 dicembre - Vincenzo Pontolillo, dirigente d'azienda italiano (n. 1938)
- 17 dicembre - Dimitris Stefanakos, calciatore greco (n. 1936)
- 17 dicembre - Filippo Tasso, calciatore e allenatore di calcio italiano (n. 1940)
- 17 dicembre - Klaus Wagenbach, editore tedesco (n. 1930)
- 18 dicembre - Valér Banna, cestista ungherese (n. 1939)
- 18 dicembre - Osagi Bascome, calciatore bermudiano (n. 1998)
- 18 dicembre - Ladislav Falta, tiratore a segno cecoslovacco (n. 1936)
- 18 dicembre - Enzo Gusman, cantante maltese (n. 1947)
- 18 dicembre - Sayaka Kanda, cantante, attrice e doppiatrice giapponese (n. 1986)
- 18 dicembre - Richard Rogers, architetto inglese (n. 1933)
- 19 dicembre - Boško Abramović, scacchista serbo (n. 1951)
- 19 dicembre - Antoine Faivre, storico delle religioni francese (n. 1934)
- 19 dicembre - Giuseppe Galante, canottiere italiano (n. 1937)
- 19 dicembre - Carolyn Graves, canottiera statunitense (n. 1953)
- 19 dicembre - Basilio Grillo Miceli, arcivescovo ortodosso italiano (n. 1937)
- 19 dicembre - Robert Grubbs, chimico statunitense (n. 1942)
- 19 dicembre - Sally Ann Howes, attrice e cantante britannica (n. 1930)
- 19 dicembre - Johnny Isakson, politico statunitense (n. 1944)
- 19 dicembre - Andrej Maljukov, regista russo (n. 1948)
- 19 dicembre - Carlos Marín, cantante spagnolo (n. 1968)
- 19 dicembre - Juan Norat, calciatore spagnolo (n. 1944)
- 19 dicembre - Gastone Roversi, dirigente sportivo e arbitro di calcio italiano (n. 1923)
- 19 dicembre - Goran Sobin, cestista jugoslavo (n. 1963)
- 20 dicembre - Norberto Boggio, calciatore argentino (n. 1931)
- 20 dicembre - Jiří Čadek, calciatore cecoslovacco (n. 1935)
- 20 dicembre - Stuart Griffing, canottiere statunitense (n. 1926)
- 21 dicembre - Carlyle Glean, politico grenadino (n. 1932)
- 21 dicembre - Vassos Karageorghis, archeologo cipriota (n. 1929)
- 21 dicembre - Giovanni Mastel, hockeista su ghiaccio italiano (n. 1943)
- 21 dicembre - Ian Matos, tuffatore brasiliano (n. 1989)
- 22 dicembre - Alessandro Casse, sciatore di velocità italiano (n. 1946)
- 22 dicembre - Antonio Falconio, giornalista e politico italiano (n. 1938)
- 22 dicembre - Corporal Kirchner, wrestler statunitense (n. 1957)
- 22 dicembre - Robin Le Mesurier, chitarrista, musicista e personaggio televisivo britannico (n. 1953)
- 22 dicembre - Frédéric Manns, francescano, presbitero e biblista francese (n. 1942)
- 22 dicembre - Brian Rowan, calciatore scozzese (n. 1948)
- 23 dicembre - Chris Dickerson, culturista statunitense (n. 1939)
- 23 dicembre - Joan Didion, giornalista, scrittrice e saggista statunitense (n. 1934)
- 23 dicembre - Inge Jens, letterata e giornalista tedesca (n. 1927)
- 23 dicembre - Avio Lucioli, martellista italiano (n. 1928)
- 23 dicembre - Grace Mirabella, giornalista statunitense (n. 1929)
- 23 dicembre - Bartolomeo Pepe, politico italiano (n. 1962)
- 23 dicembre - Benito Rigoni, bobbista italiano (n. 1936)
- 24 dicembre - Richard A. Colla, regista statunitense (n. 1936)
- 24 dicembre - Harvey Evans, attore e ballerino statunitense (n. 1941)
- 24 dicembre - Gwendolyn Killebrew, contralto statunitense (n. 1939)
- 24 dicembre - Raúl Madero, calciatore argentino (n. 1939)
- 24 dicembre - Marco Mathieu, bassista, giornalista e critico musicale italiano (n. 1964)
- 24 dicembre - Luigi Tallarico, critico d'arte e giornalista italiano (n. 1926)
- 24 dicembre - José Villegas, calciatore e allenatore di calcio messicano (n. 1934)
- 25 dicembre - Issaka Daboré, pugile nigerino (n. 1940)
- 25 dicembre - Richard Marcinko, militare e scrittore statunitense (n. 1940)
- 25 dicembre - Jonathan Spence, storico e sinologo britannico (n. 1936)
- 25 dicembre - Nuri Tan, cestista turco (n. 1947)
- 25 dicembre - Wayne Thiebaud, pittore statunitense (n. 1920)
- 25 dicembre - Jean-Marc Vallée, regista, sceneggiatore e montatore canadese (n. 1963)
- 26 dicembre - Giacomo Capuzzi, vescovo cattolico italiano (n. 1929)
- 26 dicembre - Enrique Miguel Martín, calciatore spagnolo (n. 1950)
- 26 dicembre - Karolos Papoulias, politico greco (n. 1929)
- 26 dicembre - Dorval Rodrigues, calciatore brasiliano (n. 1935)
- 26 dicembre - Desmond Tutu, arcivescovo anglicano e attivista sudafricano (n. 1931)
- 26 dicembre - Salvador Villalba, calciatore paraguaiano (n. 1924)
- 26 dicembre - Sarah Weddington, avvocatessa e politica statunitense (n. 1945)
- 26 dicembre - Edward Osborne Wilson, biologo statunitense (n. 1929)
- 27 dicembre - Andreas Behm, sollevatore tedesco orientale (n. 1962)
- 27 dicembre - Keri Hulme, scrittrice neozelandese (n. 1947)
- 27 dicembre - Andrew Vachss, scrittore statunitense (n. 1942)
- 28 dicembre - Michael Clifford, astronauta statunitense (n. 1952)
- 28 dicembre - Domenico De Bonis, magistrato e personaggio televisivo italiano (n. 1932)
- 28 dicembre - John Madden, allenatore di football americano e telecronista sportivo statunitense (n. 1936)
- 28 dicembre - Hugo Maradona, calciatore e allenatore di calcio argentino (n. 1969)
- 28 dicembre - Tom Milani, hockeista su ghiaccio canadese (n. 1952)
- 28 dicembre - Harry Reid, politico statunitense (n. 1939)
- 28 dicembre - Nikolay Shirshov, calciatore uzbeko (n. 1974)
- 28 dicembre - Sabine Weiss, fotografa svizzera (n. 1924)
- 29 dicembre - Antoine Bonifaci, calciatore francese (n. 1931)
- 29 dicembre - Paolo Calissano, attore e conduttore televisivo italiano (n. 1967)
- 29 dicembre - Francesco Daveri, economista italiano (n. 1961)
- 29 dicembre - Nino Filastò, avvocato e scrittore italiano (n. 1938)
- 29 dicembre - Bianca Garavelli, scrittrice e critica letteraria italiana (n. 1958)
- 29 dicembre - Paolo Giordano, chitarrista italiano (n. 1962)
- 29 dicembre - Ignace Guédé-Gba, calciatore ivoriano (n. 1964)
- 29 dicembre - Christian Gyan, calciatore ghanese (n. 1978)
- 29 dicembre - John Hartman, batterista e compositore statunitense (n. 1950)
- 29 dicembre - Ahmed Daham Karim, calciatore iracheno (n. 1973)
- 29 dicembre - Assunta Maresca, mafiosa italiana (n. 1935)
- 29 dicembre - Steve Peplow, calciatore inglese (n. 1949)
- 30 dicembre - Vladimir Michajlovič Gorikker, regista sovietico (n. 1925)
- 30 dicembre - Sam Jones, cestista e allenatore di pallacanestro statunitense (n. 1933)
- 30 dicembre - Karel Loprais, pilota di rally ceco (n. 1949)
- 30 dicembre - Lya Luft, scrittrice, traduttrice e linguista brasiliana (n. 1938)
- 30 dicembre - Renato Scarpa, attore italiano (n. 1939)
- 31 dicembre - Vadim Chamutckich, pallavolista russo (n. 1969)
- 31 dicembre - Juraj Filas, compositore slovacco (n. 1955)
- 31 dicembre - Elihu Katz, sociologo statunitense (n. 1926)
- 31 dicembre - Strong Kobayashi, wrestler e attore giapponese (n. 1940)
- 31 dicembre - Csilla Madarász, nuotatrice ungherese (n. 1943)
- 31 dicembre - Luigi Negri, arcivescovo cattolico e teologo italiano (n. 1941)
- 31 dicembre - Gian Filippo Pizzo, saggista italiano (n. 1951)
- 31 dicembre - Gertrude Pressburger, austriaca (n. 1927)
- 31 dicembre - Betty White, attrice e conduttrice televisiva statunitense (n. 1922)